# بوينغ طراز 6دي
طائرة بوينغ نموذج 6دي المعروفة ببوينغ نموذج 6إي وببوينغ بي-1دي و ببوينغ بي-1إي هي طائرة بحرية أميركية ذات سطحين بنتها شركة بوينغ بين 1928 و 1929.

## تطوير وتصميم

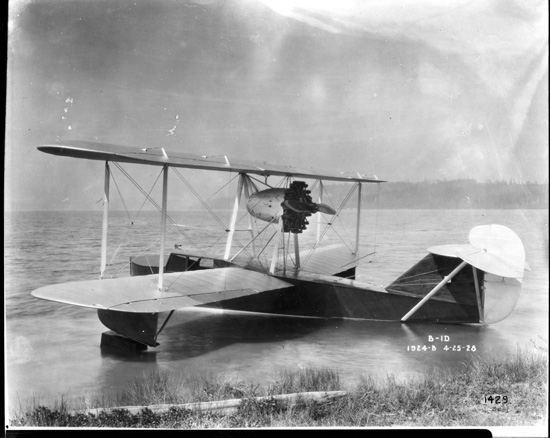
بوينغ طراز B-1D أو نموذج 6D

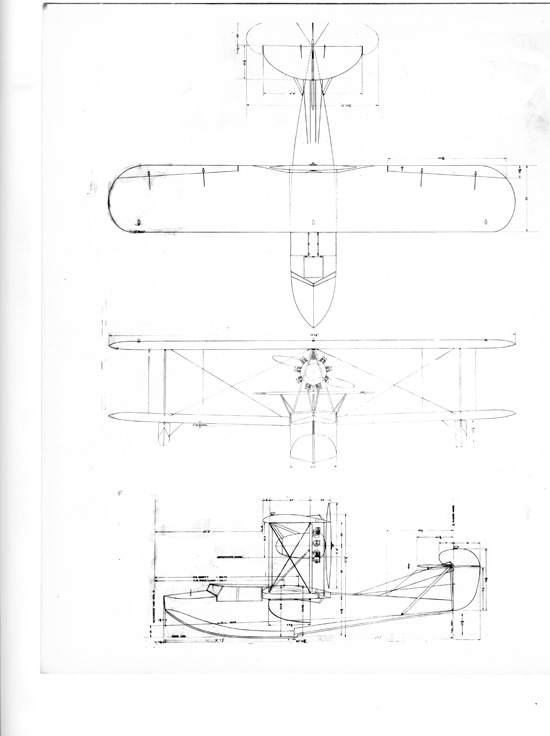
بوينغ طراز بي 1دي/6دي

## المواصفات (ب-1D)
البيانات من Boeing aircraft since 1916, Jane's all the World's Aircraft 1928
الخصائص العامة
- طاقم: 1
- سعة: 3 pax
- طول: 30 قدم 9 بوصة (9.37 م)
- باع الجناح: 39 قدم 8.25 بوصة (12.0968 م)
- ارتفاع: 12 قدم (3.7 م)
- مساحة الجناح: 466 قدم2 (43.3 م2)
- جناح حامل: Boeing 103
- الوزن فارغة: 2,442 رطل (1,108 كـغ)
- الوزن الإجمالي: 3,442 رطل (1,561 كـغ)
- محركات: 1 × رايت آر-790 ويرل ويند 9-cylinder air-cooled radial piston engine, 220 حصان (160 كـو)
- مراوح: 2-ريشة wooden fixed pitch pusher propeller

أداء
- السرعة القصوى: 95 ميل/س (153 كم/س؛ 83 عقدة)
- سرعة العبور: 80 ميل/س (70 عقدة؛ 129 كم/س)
- Stall speed: 52 ميل/س (45 عقدة؛ 84 كم/س)
- مدى: 175 ميل (152 nmi؛ 282 كـم)
- سقف الخدمة: 12,000 قدم (3,658 م)
- Time to altitude: 3,400 قدم (1,000 م) in 10 minutes
- الحمل على الجناح: 7.4 رطل/قدم2 (36 كـغ/م2)
- الطاقة / الكتلة: 0.09 hp/lb (0.15 kW/kg)